# Gmina Sułów
Die Gmina Sułów ist eine Landgemeinde im Powiat Zamojski der Woiwodschaft Lublin in Polen. Ihr Sitz ist das gleichnamige Dorf.

## Gliederung
Zur Landgemeinde Sułów gehören folgende 16 Ortschaften mit einem Schulzenamt:
Deszkowice Drugie
Deszkowice Pierwsze
Kawęczyn-Kolonia
Kitów
Kulików
Michalów
Rozłopy I
Rozłopy II
Rozłopy-Kolonia
Sąsiadka
Sułowiec
Sułów
Sułów-Kolonia
Sułówek
Tworyczów
Źrebce